# 劉愛玲
劉愛玲 (りゅう あいれい、リウ・アイリン、簡体字中国語: 刘爱玲、拼音: Liú Àilíng、1967年5月2日 - ) は、中国・内モンゴル自治区包頭市出身の元女子サッカー選手である。現役時のポジションはMF。

## 経歴
1985年に北京チームに入団、1993年までプレーした後、1994年に当時日本女子サッカーリーグのチャレンジリーグ (2部) に所属していた田崎ペルーレに入団、翌年にチームをL・リーグ昇格に導くとともに、1997年までプレーを続けた。
中国代表には1987年に招集され、2002年までプレーした。オリンピックのサッカー競技では、アトランタオリンピックとシドニーオリンピックに出場している。また、FIFA女子ワールドカップには1991 FIFA女子ワールドカップ、1995 FIFA女子ワールドカップ、1999 FIFA女子ワールドカップの3大会に出場している。
1999年には国内の若手選手育成のため、北京鏗鏘玫瑰劉愛玲足球倶楽部を発足させ、指導と事務を兼任していた。
引退後は北京市サッカー協会の副秘書長を務めた後、2004年には一児の母となっている。